# 천국에서 무덤까지
천국에서 무덤까지(All Creatures Here Below)는 미국에서 제작된 콜린 시플리 감독의 2018년 드라마, 범죄, 멜로/로맨스 영화이다. 카렌 길런 등이 주연으로 출연하였고 크리스 스틴슨 등이 제작에 참여하였다.

## 출연

### 주연
- 카렌 길런
- 제니퍼 모리슨
- 데이빗 다스트말치안

### 조연
- 데이비드 코에너
- 리처드 카브랄
- 존 도
- 빅터 레이더 웩슬러

## 제작진
- 미술: 셀린느 디아노